# Classun
Classun je naselje in občina v francoskem departmaju Landes regije Akvitanije. Naselje je leta 2009 imelo 251 prebivalcev.

## Geografija
Kraj leži v pokrajini Gaskonji ob reki Bayle, 23 km jugovzhodno od Mont-de-Marsana.

## Uprava
Občina Classun skupaj s sosednjimi občinami Aire-sur-l'Adour, Bahus-Soubiran, Buanes, Duhort-Bachen, Eugénie-les-Bains, Latrille, Renung, Saint-Agnet, Saint-Loubouer, Sarron in Vielle-Tursan sestavlja kanton Aire-sur-l'Adour s sedežem v Airu. Kanton je sestavni del okrožja Mont-de-Marsan.

## Zanimivosti
- cerkev sv. Orencija;